# Biljartvereniging
Een biljartvereniging is een vereniging waarbinnen de biljartsport wordt beoefend. Er bestaan verschillende vormen van het biljartspel, namelijk carambole, Golfbiljart, pool en snooker. Veel biljartverenigingen houden zich met verschillende of alle varianten van de sport bezig. 
Zowel in Nederland als in België bestaan Koninklijke Nationale Biljartbonden. De Koninklijke Belgische Biljartbond (KBBB) en de Koninklijke Nederlandse Biljartbond (KNBB) zijn beide op nationaal en internationaal niveau actief. De KNBB mag zich op dit moment bovendien de grootste nationale biljartorganisatie ter wereld noemen.